# Tal der Großen Bockau
Tal der Großen Bockau este o arie protejată (arie specială de conservare — SAC, sit de importanță comunitară — SCI) din Germania întinsă pe o suprafață de 410 ha, integral pe uscat.

## Localizare
Centrul sitului Tal der Großen Bockau este situat la coordonatele 50°28′53″N 12°37′36″E / 50.4814°N 12.6267°E.

## Înființare
Situl Tal der Großen Bockau a fost declarat sit de importanță comunitară în iunie 2002 pentru a proteja un număr necunoscut de specii din flora spontană și fauna sălbatică aflate în arealul zonei. Situl a fost protejat și ca arie specială de conservare în aprilie 2011.

## Biodiversitate
Situată în ecoregiunea continentală, aria protejată conține 5 habitate naturale: Liziere de ierburi înalte hidrofile de câmpie și de nivel montan până la alpin, Fânețe montane, Pante stâncoase silicioase cu vegetație casmofită, Păduri de fag Luzulo-Fagetum, Păduri aluvionare cu Alnus glutinosa și Fraxinus excelsior (Alno-Padion, Alnion incanae, Salicion albae).
La baza desemnării sitului se află un număr nedeclarat de specii protejate: